# 仙台市教育委員会
仙台市教育委員会（せんだいしきょういくいいんかい）は、仙台市上杉分庁舎に拠点を置く、仙台市の組織。仙台市内の教育に関連した調査などを行う行政委員会である。

## 概要
組織は総務企画部・教育人事部・学校教育部・生涯学習部など分かれており、業務によって課などに分けられている。教育委員会会議の開催のほか、いじめへの対策として意識調査を実施、さらに学校の合併や新設などを行っている。
本市教育委員会の事務局機能を担う「仙台市教育委員会事務局」は、市教育局に内包されている形を取っている。
市内の各小学校・中学校を管轄しているが、この他、仙台市立仙台青陵中等教育学校、仙台市立鶴谷特別支援学校、仙台市立仙台高等学校、仙台市立仙台商業高等学校、仙台市立仙台工業高等学校、仙台市立仙台大志高等学校など、中等教育学校・高等学校・特別支援学校なども、宮城県ではなく、仙台市で管轄している学校をいくつか抱えている。
2004年から管轄する小学校・中学校へ教員補助の大学生ボランティアを派遣する「学生サポートスタッフ事業」を行っている。派遣されるのは宮城教育大学など教員を目指す学生だけでなく、仙台大学の学生を部活動の補助へ派遣することもある。

## いじめ問題
仙台市では、2014年、2016年といじめ自殺事件が続いていたが、2017年4月26日にも中学2年生男子の飛びおり自殺があり、仙台市教育委員会のいじめに対しての対応が批判されている。また仙台市長は前教育長であり、現教育長在任中に3回の自殺があるという異常な状況にある。
- 2014年9月、いじめを苦に泉区の館中学校1年の男子生徒が自殺した事件の際には、学校側は「転校した」と虚偽説明し、仙台市教育委員会も１年近くいじめ自殺を公表していなかった。

また、2021年12月から仙台市立小学校で、1年生の男子児童が同級生らから殴る蹴るの暴力によるいじめを受け、これ以降この男子児童は不登校状態が続いており、保護者は学校に訴えたが、学校側は「ポピュラーな遊びだった」などとしていじめを否定。保護者は市教委に訴え、市教委はこの事案を「重大事態」と認定する方針である。